# Henry McKean
Henry Pratt McKean junior (* 14. Dezember 1930 in Wenham, Massachusetts; † 20. April 2024) war ein US-amerikanischer Mathematiker, der sich mit integrablen Systemen, partiellen Differentialgleichungen, mathematischer Physik und Wahrscheinlichkeitstheorie beschäftigte.

## Leben
McKean studierte am Dartmouth College (Bachelor 1972), 1952/53 an der University of Cambridge in England und an der Princeton University, wo er 1955 bei William Feller promoviert wurde (Sample functions and stable processes). Von 1955 bis 1957 war er Instructor in Princeton, 1957/58 Gastprofessor an der Universität Kyōto bei Itō Kiyoshi und ab 1958 am Massachusetts Institute of Technology (MIT), wo er Professor wurde. 1963/64 war er Gastprofessor an der Rockefeller University, von 1964 bis 1966 Professor am MIT, von 1966 bis 1970 an der Rockefeller University und ab 1970 am Courant Institute of Mathematical Sciences of New York University, wo er 1984 bis 1988 Deputy Director und Chairman des Mathematik-Departments sowie von 1988 bis 1992 Direktor war. 1979/80 war er Gastprofessor am Balliol College in Oxford.
Er arbeitete unter anderem über stochastische Prozesse (brownsche Bewegung, Markow-Prozesse, teilweise mit Itō Kiyoshi), die er auch früh auf Aktienoptionen anwandte, Modelle der statistischen Mechanik (beispielsweise zeigte er, dass die Dualität des zweidimensionalen Isingmodells Folge der Poisson-Summationsformel ist, J.Math.Physics Bd. 5, 1964, S. 775, Arbeiten zur Boltzmann-Gleichung) und integrable Systeme wie die Hill-Gleichung (mit Pierre van Moerbeke, Eugene Trubowitz), der nichtlinearen Schrödingergleichung oder der Korteweg-de-Vries-Gleichung und ihren Zusammenhang mit algebraischer Geometrie. Mit Isadore M. Singer befasste er sich auch mit dem Zusammenhang des Spektrums des Laplaceoperators auf Mannigfaltigkeiten und deren Krümmung (Curvature and Eigenvalues of the Laplacian. Journal of Differential Geometry, Bd. 1, 1967, S. 43) – die Arbeit wurde im Zusammenhang mit Indexsätzen einflussreich.
McKean war Mitglied der National Academy of Sciences (1980) und der American Academy of Arts and Sciences (1964). 2007 erhielt er für sein Lebenswerk den Leroy P. Steele Prize. Bei der Verleihung des Preises wurden auch seine Lehrbücher hervorgehoben. 1978 war er Invited Speaker auf dem Internationalen Mathematikerkongress in Helsinki (Algebraic curves of infinite genus arising in the theory of nonlinear waves). Er war Fellow der American Mathematical Society.
Zu seinen Doktoranden zählen Michael Arbib, Harry Dym, Daniel Stroock, Eugene Trubowitz, Luigi Chierchia, Pierre van Moerbeke und Victor Moll.

## Schriften
- Henry P. McKean: Geometry of Differential Space. In: Institute of Mathematical Statistics (Hrsg.): The Annals of Probability. Band 1, Nr. 2, 1973, S. 197–206, doi:10.1214/aop/1176996973 (projecteuclid.org).
- Kiyosi Itô, Henry P. McKean: Diffusion Processes and their Sample Paths: Reprint of the 1974 Edition (= Classics in Mathematics). Springer Berlin Heidelberg, Berlin, Heidelberg 1996, ISBN 978-3-540-60629-1, doi:10.1007/978-3-642-62025-6.
- Henry P. McKean: Stochastic Integrals. Academic (Elsevier), 1969, ISBN 978-1-4832-3054-2, doi:10.1016/C2013-0-12301-X.
- Harry Dym, Henry P. McKean: Fourier series and integrals (= Probability and mathematical statistics. Band 14). Transferred to digital print Auflage. Academic Press, San Diego, Calif. 2005, ISBN 978-0-12-226451-1.
- H. Dym, Henry P. McKean: Gaussian processes, function theory, and the inverse spectral problem (= Dover books on mathematics). Dover ed Auflage. Dover Publications, Mineola, N.Y 2008, ISBN 978-0-486-46279-0.
- Henry P. McKean, Victor H. Moll: Elliptic curves: function theory, geometry, arithmetic. 1st paperback ed. with corr. Cambridge University Press, Cambridge New York 1999, ISBN 978-0-521-65817-1.